# Commissaire européen aux Partenariats internationaux

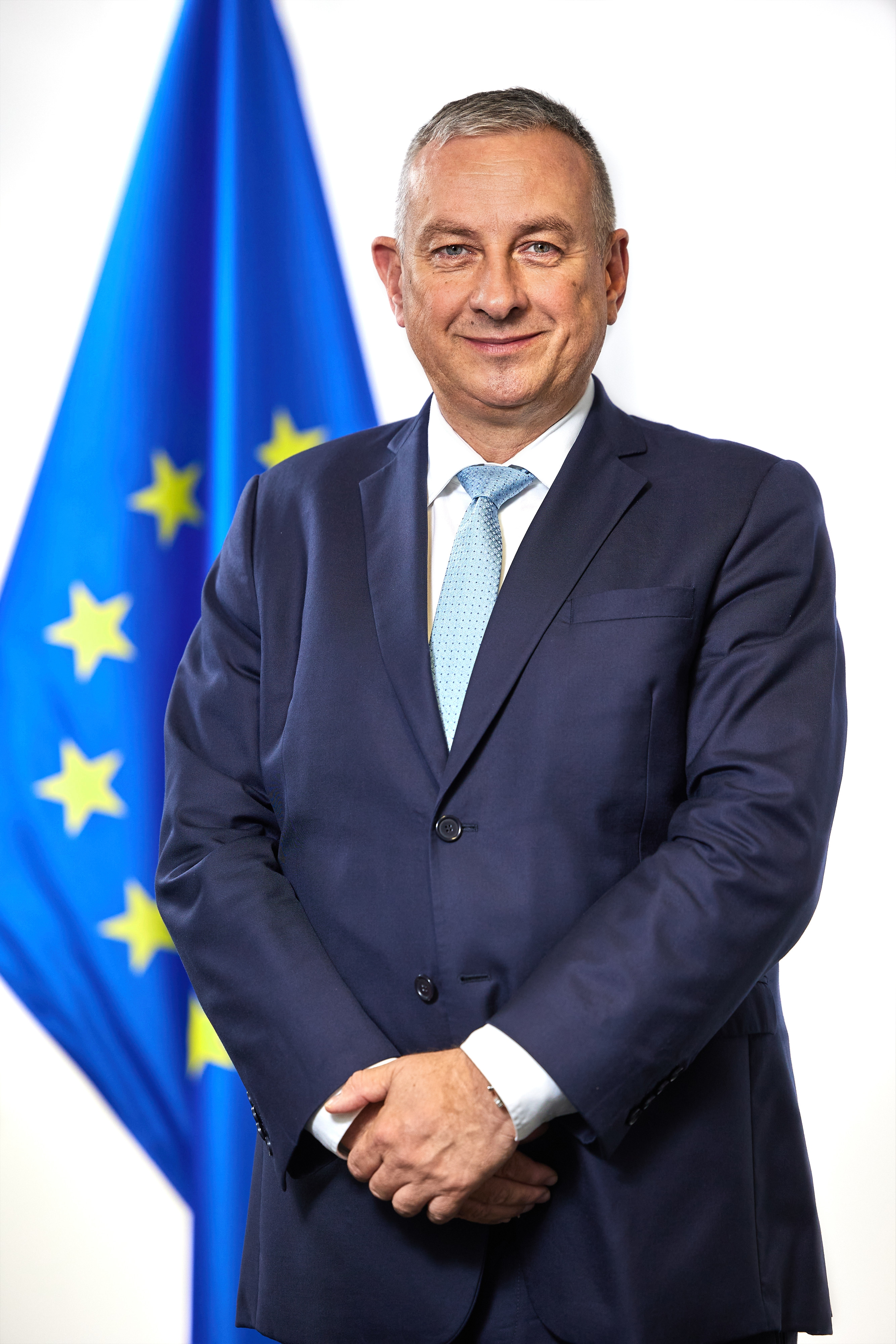
Jozef Síkela, l'actuel commissaire européen.

Le commissaire européen aux Partenariats internationaux est un membre de la Commission européenne responsable de la promotion du développement durable dans les régions défavorisées (comme les pays d'Afrique, Caraïbes et Pacifique et les pays et territoires d'outre-mer). Il est lié depuis la commission Barroso II au portefeuille de la l'Aide Humanitaire et de la gestion de crises pour former la politique de développement de l'Union européenne
La fonction est actuellement occupée par le Tchèque Jozef Síkela, entré en poste le 1er décembre 2024 au sein de la commission von der Leyen II.

## Liste des commissaires
|    | Nom                   | Pays     | Période     | Commission                           |
| -- | --------------------- | -------- | ----------- | ------------------------------------ |
| 1  | Robert Lemaignen      | France   | 1958–1962   | Commission Hallstein                 |
| 2  | Henri Rochereau       | France   | 1962–1970   | Commission Hallstein et Rey          |
| 3  | Jean-François Deniau  | France   | 1967–1973   | Commission Rey, Malfatti et Mansholt |
| 4  | Claude Cheysson       | France   | 1973–1981   | Commission Ortoli, Jenkins et Thorn  |
| 5  | Edgard Pisani         | France   | 1981–1985   | Commission Thorn                     |
| 6  | Lorenzo Natali        | Italie   | 1985–1989   | Commission Delors I                  |
| 7  | Manuel Marín          | Espagne  | 1989–1995   | Commission Delors II et III          |
| 8  | João de Deus Pinheiro | Portugal | 1995–1999   | Commission Santer                    |
| 9  | Poul Nielson          | Danemark | 1999–2004   | Commission Prodi                     |
| 10 | Joe Borg              | Malte    | 2004        | Commission Prodi                     |
| 11 | Louis Michel          | Belgique | 2004–2009   | Commission Barroso I                 |
| 12 | Karel De Gucht        | Belgique | 2009–2010   | Commission Barroso I                 |
| 13 | Andris Piebalgs       | Lettonie | 2010-2014   | Commission Barroso II                |
| 14 | Neven Mimica          | Croatie  | 2014-2019   | Commission Juncker                   |
| 15 | Jutta Urpilainen      | Finlande | 2019-2024   | Commission von der Leyen I           |
| 16 | Jozef Síkela          | Tchéquie | depuis 2024 | Commission von der Leyen II          |